# Henri Léculier
Henri Léculier est un homme politique français né le 23 juillet 1874 à Champrougier (Jura) et décédé le 2 juin 1949 à Champrougier.

## Biographie
- Député du Jura de 1932 à 1936
- Sénateur du Jura de 1937 à 1940

Le 10 juillet 1940, il vote en faveur de la remise des pleins pouvoirs au Maréchal Pétain.

## Sources
- « Henri Léculier », dans le Dictionnaire des parlementaires français (1889-1940), sous la direction de Jean Jolly, PUF, 1960 [détail de l’édition]
- Ressources relatives à la vie publique :   - Sénat
  - Base Sycomore